# Mtsamboro
Mtsamboro és un municipi francès, situat a la col·lectivitat d'ultramar de Mayotte. El 2007 tenia 6.917 habitants. Rep el nom del seu fundador Mwalimou Boro (o Poro) qui hi va arribar en el segle XV: Mtsanga Boro designa la platja de Boro 